# 長寧公主 (唐武宗之女)
长宁公主（?—?），唐朝公主，是中国唐朝第十五代皇帝唐武宗李炎的第七女。她的生母不详，史书仅仅记载了唐武宗会昌五年（845年）八月，她获封号长宁公主，和乐温公主一起获封。没有关于长宁公主是否婚嫁的记载。唐懿宗大中年间（859年-860年），长宁公主去世。